# Meinhard Michael Moser
Meinhard Michael Moser (ur. 13 marca 1924 w Innsbrucku, zm. 30 września 2002 tamże) – austriacki mykolog.

## Życiorys
Jego ojciec był nauczycielem, a matka córką botanika Emila Johanna Lamberta Heinrichera, który zainteresował go przyrodą. W 1942 r. Moser zapisał się na Uniwersytet w Innsbrucku. Został „autoryzowanym kontrolerem grzybów i instruktorem”, a następnie został skierowany na seminaria mykologiczne w Niemczech i Austrii. Podczas tych seminariów spotkał wybitnych mikologów, w tym Ernsta Thirringa, który zainteresował go licznym w gatunki rodzajem grzybów Cortinarius. Moser zajmował się gatunkami tego rodzaju do końca życia.
W 1943 roku, w wieku 19 lat jego studia zostały przerwane przez służbę wojskową. Został przeszkolony jako tłumacz, a następnie wysłany na Półwysep Bałkański. W 1945 roku został schwytany w Czechosłowacji przez żołnierzy radzieckich i jako jeniec wojenny uwięziony w obozie pracy na Krymie na Ukrainie. Jako więzień brał udział w budowie Instytutu Biologii Mórz Południowych w Sewastopolu. Gdy w 1948 r. został zwolniony z obozu, powrócił do studiów na uniwersytecie w Innsbrucku. W 1950 r. uzyskał na tej uczelni doktorat. Następnie przez rok przebywał na stypendium w Anglii, gdzie zajmował się badaniem mykoryzy, m.in. w Kew Gardens. Po powrocie do Austrii przyjął pracę w Federalnym Instytucie Badań Leśnych. W 1956 zaczął pracować jako wykładowca na Uniwersytecie w Innsbrucku, w 1968 został profesorem zwyczajnym. Do końca życia, również po przejściu na emeryturę, pracował naukowo i publikował. Zmarł w wieku 78 lat po serii zawałów serca.

## Praca naukowa
Był autorem lub współautorem 116 publikacji. Zebrał około 25 tys. okazów grzybów. Jego pierwsza publikacja Über das Massenauftreten von Formen der Gattung Morchella auf Waldbrandflächen została opublikowana w czasopiśmie Sydowia w 1950 r. Jego prace dotyczyły głównie taksonomii, chemii i toksyczności grzybów z rzędu pieczarkowców (Agaricales), zwłaszcza z rodzaju Cortinarius. Zajmował się także ekologią i mikoryzą. Miał duży wkład w utworzenie serii przewodników mykologicznych Kleine Kryptogamenflora von Mitteleuropa. W szczególności jego Blätter- und Bauchpilze z 1953 r. (Agaricales i Gastromycetes) miał wiele wydań, zarówno w oryginalnym języku niemieckim, jak i w tłumaczeniach. Opisał w niej 3150 gatunków grzybów. Druga poważna praca to opracowanie gatunków grupy Discomycetes. Inne ważne prace obejmowały monografię rodzaju Phlegmacium (obecnie uważaną za część Cortinariusa) oraz studium rodzajów Cortinarius, Dermocybe i Stephanopus w Ameryce Południowej (współautorem był Egon Horak).
Opisał 420 nowych gatunków rodzaju Cortinarius (zasłonak), oraz 80 innych gatunków grzybów. Przy naukowych nazwach utworzonych przez niego taksonów dodawany jest cytat M.M. Moser. Na jego cześć nadano nazwy naukowe licznym gatunkom i rodzajom grzybów, m.in. Moserella Pöder & Scheuer, Pyxidiophora moseri (T. Majewski & J. Wisn.) N. Lundq., Conocybe moseri Watling, Cortinarius moseri E. Horak, Cortinarius moserianus Bohus 1970, Cortinarius meinhardii Bon, Entoloma moserianum Noordel.